# Serra do Mar

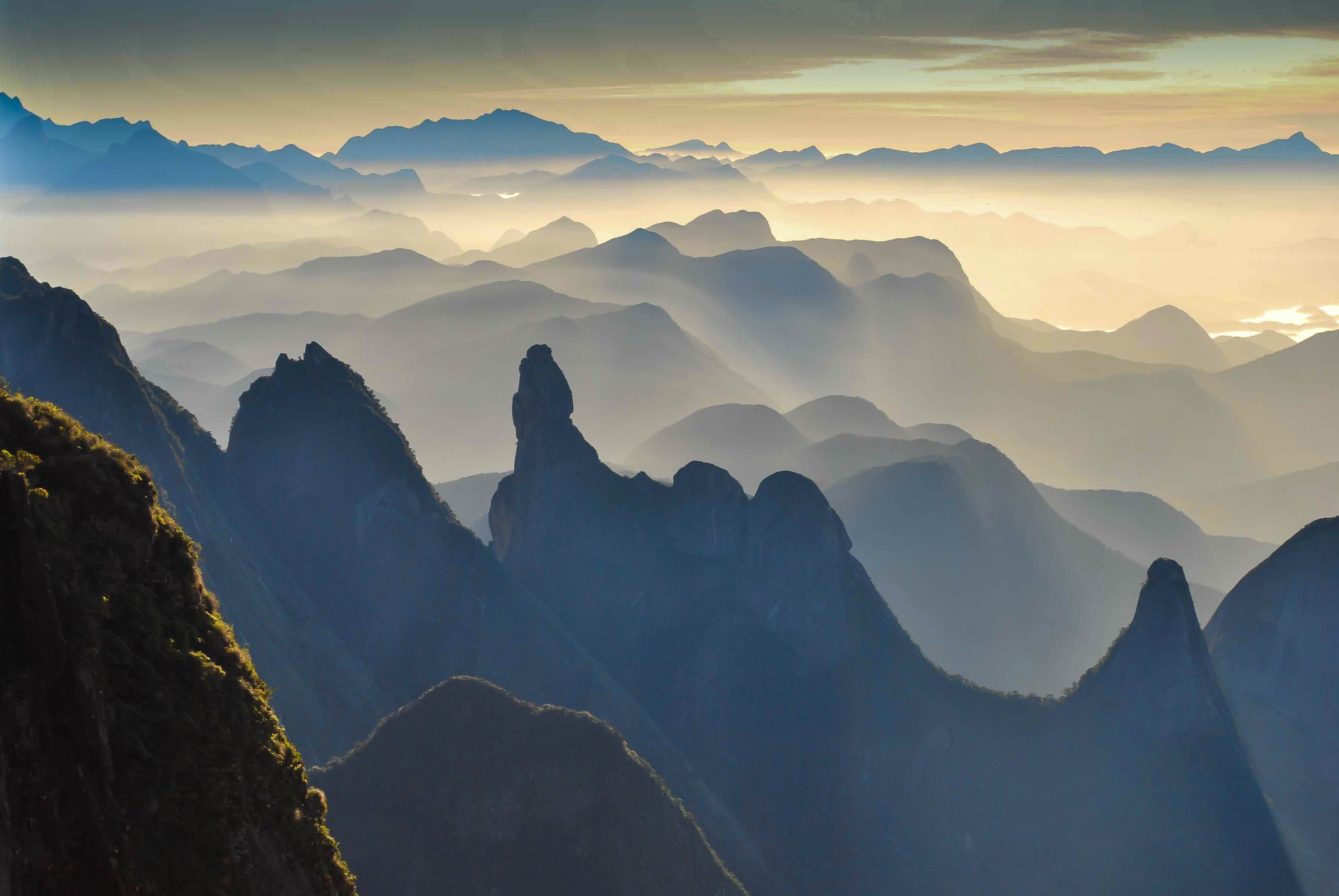
El Dedo de Deus, localizado en la sierra dos Órgãos, Río de Janeiro

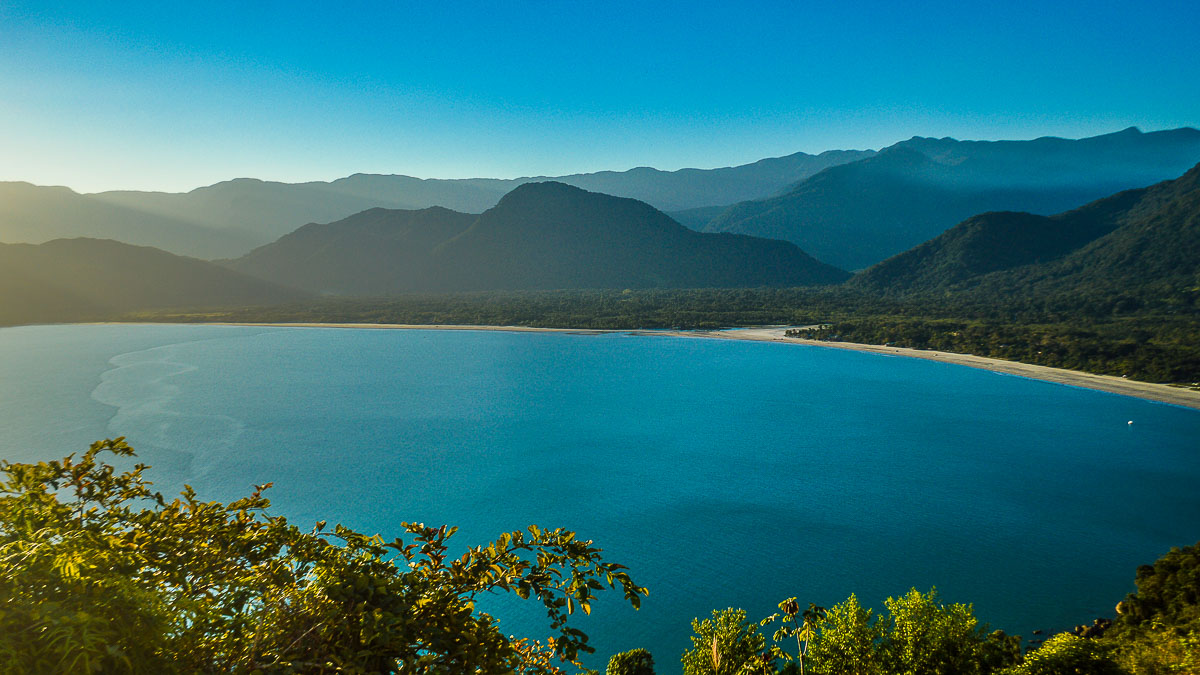

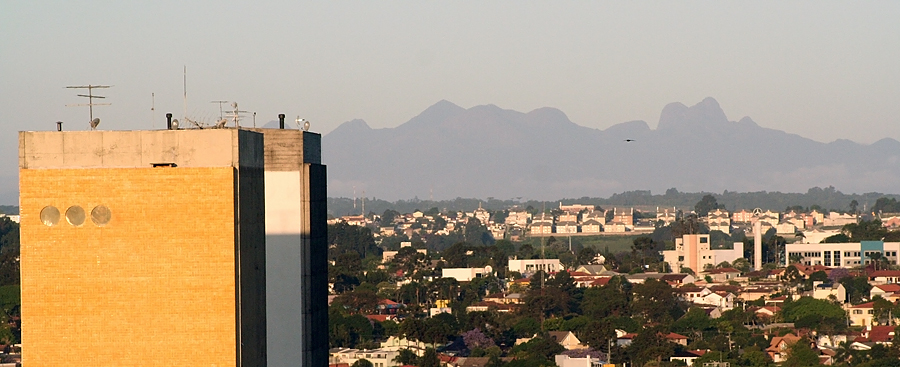
Conjunto de montañas de la sierra del Mar visto desde el centro de Curitiba.

La sierra del Mar (en portugués: Serra do Mar) es una cadena montañosa del relieve brasileño que se extiende aproximadamente 1500 km a lo largo del litoral desde el este hacia el sur del país, yendo desde el Estado de Río de Janeiro hasta el norte del Estado de Santa Catarina. El punto más elevado es el pico Maior de Friburgo, con una altura de 2310 m s. n. m.
Debido a su valor geológico, la riqueza de su fauna y flora, parte del tramo paulista de la sierra del Mar fue protegido por el Condephaat  e incluido en el Patrimónico Histórico del Estado de São Paulo el 6 de junio de 1985.
De conformidad con el art.225, §4.º de la Constitución de la República Federativa del Brasil, la Serra do Mar, la selva Amazónica, la Mata Atlántica, el Pantanal Mato-Grossense y la Zona Costera constituyen patrimonio nacional.
Una parte de la sierra do Mar ha sido declarada en 1999 Patrimonio de la Humanidad, como parte del sitio «Reserva de Mata Atlántica del Sudeste» (ref. 893rev).

## Geografía

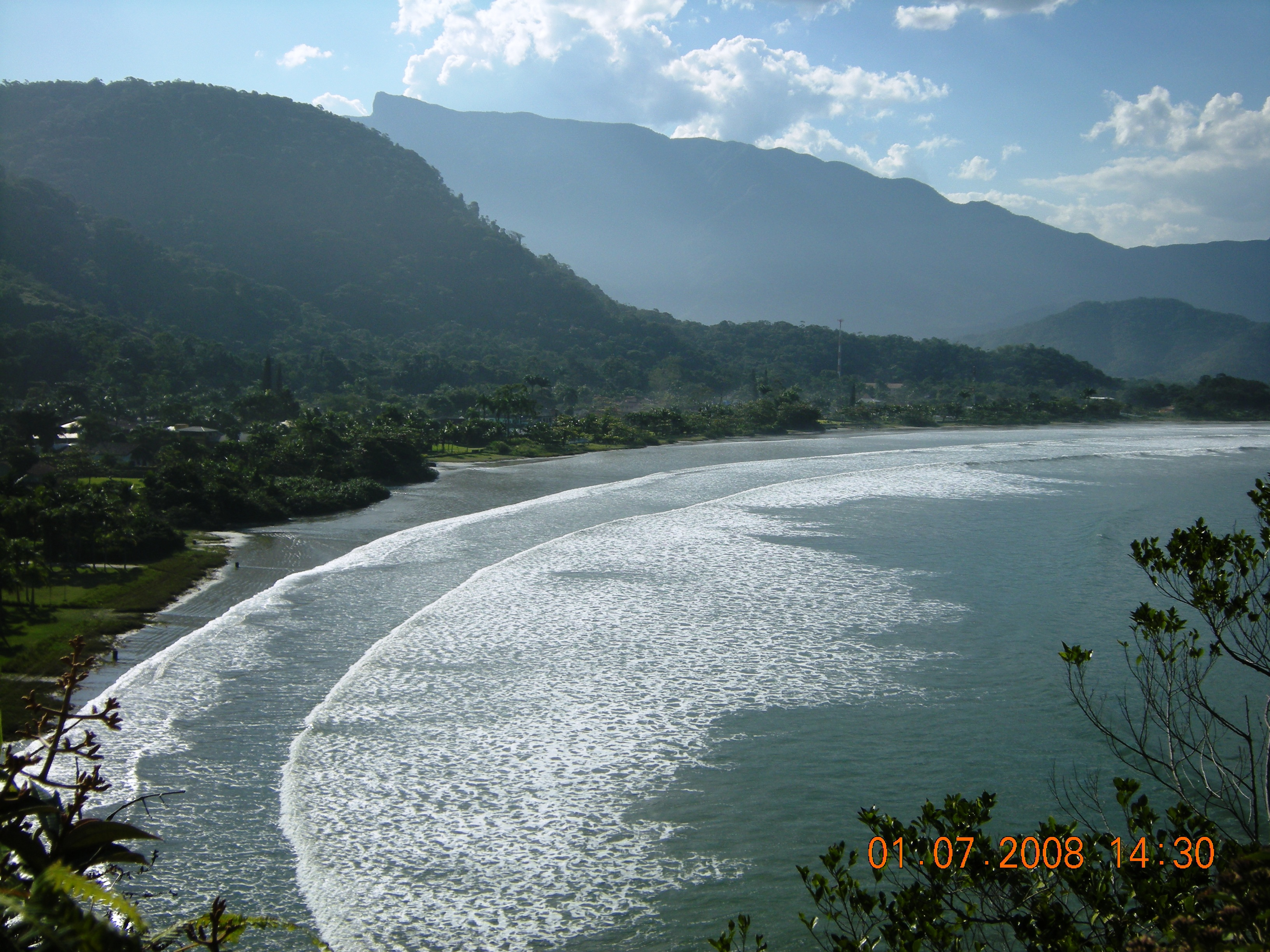
Vista de la Sierra do Mar en Ubatuba, São Paulo.

En el estado de São Paulo, la Serra do Mar atraviesa las tres regiones costeras (norte, centro y sur).
La Sierra se encuentra muy próxima al mar en el norte, por ejemplo, en Ubatuba. En el centro se encuentra a pocos kilómetros de la llanura que se extiende en la cual se encuentran municipios como Praia Grande, y en dirección de Iguape el ancho al sur de la llanura crece unas pocas decenas de kilómetros. En la zona del Gran São Paulo, la sierra llega a una altura media de 800 metros (la ciudad de São Paulo tiene una altitud media de 780 metros).

## Formación
La Serra do Mar pertenece al Complejo Cristalino Brasileño y está compuesta principalmente por granitos y gneiss. Las formas actuales de la serra do Mar derivan de varios factores: diferencia de resistencia de las rocas, fallamiento del relieve y sucesivos cambios climáticos.
En algunos tramos, la Serra do Mar se presenta como escarpe (Graciosa y Farinha Seca), en otros está formada por sierras marginales que se elevan de 500 a mil metros sobre la meseta. Son bloques que reciben diversas denominaciones: Capivari Grande, Virgem Maria, serra dos Órgãos, Marumbi entre otras formas de relieve.
El último segmento montañoso de la serra do Mar en el estado de Río de Janeiro recibe el nombre local de Serra dos Órgãos, y cuenta con los picos más altos de toda la serra do Mar, como la Pedra do Sino de Teresópolis (2 255 metros), el pico da Caledônia (2 257 metros) en Nova Friburgo, y otros picos mayores situados en el parque estatal de los tres picos, donde: los tres picos (una formación rocosa de granito y gneis con más de 2 300 metros de altitud (Pico Mayor de Friburgo: 2 366 metros - el punto más alto de la serra do Mar en Brasil) que tiene tres picos (o "tres agujas") en la cima de esta roca.

### Picos más altos
Las montañas más altas de la Serra do Mar son las siguientes:
| Pico                         | Altitud (m) (Las altitudes mostradas son del año 2007, anteriores a la homologación que el IBGE hizo en 2014) | Sierra                | Estado         |
| Pico Maior de Friburgo       | 2316 | Serra dos Órgãos      | Rio de Janeiro |
| Pedra do Sino                | 2275 | Serra dos Órgãos      | Rio de Janeiro |
| Pico da Caledônia            | 2255 | Serra dos Órgãos      | Rio de Janeiro |
| Morro do Açu                 | 2180 | Serra dos Órgãos      | Rio de Janeiro |
| Cara do Cão                  | 2180 | Serra dos Órgãos      | Rio de Janeiro |
| Pedra de São Pedro           | 2134 | Serra dos Órgãos      | Rio de Janeiro |
| Pedra da Cruz                | 2130 | Serra dos Órgãos      | Rio de Janeiro |
| Pedra de São João            | 2100 | Serra dos Órgãos      | Rio de Janeiro |
| Pico do Tira Chapéu          | 2088 | Serra da Bocaina      | São Paulo      |
| Garrafão                     | 1980 | Serra dos Órgãos      | Rio de Janeiro |
| Pico Paraná                  | 1877 | Serra do Ibitiraquire | Paraná         |
| Pico Caratuva (Pico Paraná)  | 1860 | Serra do Ibitiraquire | Paraná         |
| Pedra da Macela              | 1840 | Serra da Bocaina      | Rio de Janeiro |
| Pico Itapiroca (Pico Paraná) | 1805 | Serra do Ibitiraquire | Paraná         |
| Taipabacu                    | 1772 | Serra do Ibitiraquire | Paraná         |
| Pico Ferraria                | 1759 | Serra do Ibitiraquire | Paraná         |
| Dedo de Deus                 | 1692 | Serra dos Órgãos      | Rio de Janeiro |
| Pico Araçatuba               | 1680 | Serra do Papanduva    | Paraná         |

Siguiendo hacia el sur aparecen otras sierras marginales, como Castelhanos, Araraquara, Araçatuba e Iquiririm (esta última, ya en la frontera de Paraná con Santa Catarina). También son marginales los ramales que se dirigen hacia la costa, como las sierras de Igreja, Canavieiras y Prata. Este último, tras bordear las playas, se sumerge en el océano Atlántico.

## Características
La Serra do Mar es una cadena montañosa a lo largo de la costa sureste de Brasil, paralela al océano Atlántico. Geológicamente, forma parte de las tierras altas brasileñas y desempeña un papel crucial en la configuración del paisaje y la ecología de la región.
La Serra do Mar se remonta a las eras Paleozoica y Mesozoica, formada principalmente durante la ruptura del supercontinente Gondwana. Está compuesta principalmente por rocas cristalinas antiguas, como granitos, gneises y esquistos, características de plataformas continentales estables.
La formación de Serra do Mar está estrechamente relacionada con procesos tectónicos, incluyendo la colisión y separación de continentes a lo largo de millones de años. Fue influenciada significativamente por la separación de América del Sur de África y la posterior apertura del océano Atlántico Sur.
La cordillera se caracteriza por escarpes abruptos que miran hacia el océano Atlántico, elevándose abruptamente desde las llanuras costeras.
Hacia el interior, el terreno es escarpado con valles profundos, a menudo llenos de densos bosques tropicales y ríos.
Serra do Mar forma una barrera natural entre el océano Atlántico y el altiplano interior de Brasil. Los escarpes son impresionantes, alcanzando alturas de más de 1000 metros en algunos lugares. El punto más alto de la cordillera es el Pico Mayor de Friburgo, de 2366 metros de altitud, que se encuentra dentro de la Sierra de los Órganos, en el término municipal de Nova Friburgo.
Numerosos ríos drenan desde Serra do Mar hacia el océano Atlántico, incluyendo el Paraíba do Sul, Paranapanema, Ribeira de Iguape y otros. Estos ríos han erosionado valles profundos y barrancos a través de las montañas con el tiempo.
La geología de Serra do Mar ha fomentado una biodiversidad rica, con sus selvas tropicales siendo uno de los ecosistemas más biodiversos del mundo. Las montañas influyen en los patrones climáticos locales, creando un efecto significativo de sombra de lluvia; el lado expuesto al viento recibe lluvias intensas, mientras que el lado protegido es mucho más seco.
Históricamente, Serra do Mar ha sido fuente de minerales como oro, piedras preciosas y mineral de hierro, aunque las actividades mineras han disminuido. La extracción de madera también ha sido significativa, lo que ha planteado desafíos de conservación.
La belleza escénica de Serra do Mar atrae turistas y entusiastas del aire libre, ofreciendo oportunidades para el senderismo, la observación de vida silvestre y el ecoturismo. Ciudades costeras como Santos y Paraty se benefician de la proximidad tanto a las montañas como al mar.
En resumen, la Serra do Mar en Brasil no solo es una maravilla geológica formada por antiguas fuerzas tectónicas, sino también un activo ecológico y económico crucial para la región. Su terreno escarpado, su diversa flora y fauna y su profunda influencia en los patrones climáticos locales destacan su importancia tanto histórica como en la actualidad.

## Historia natural

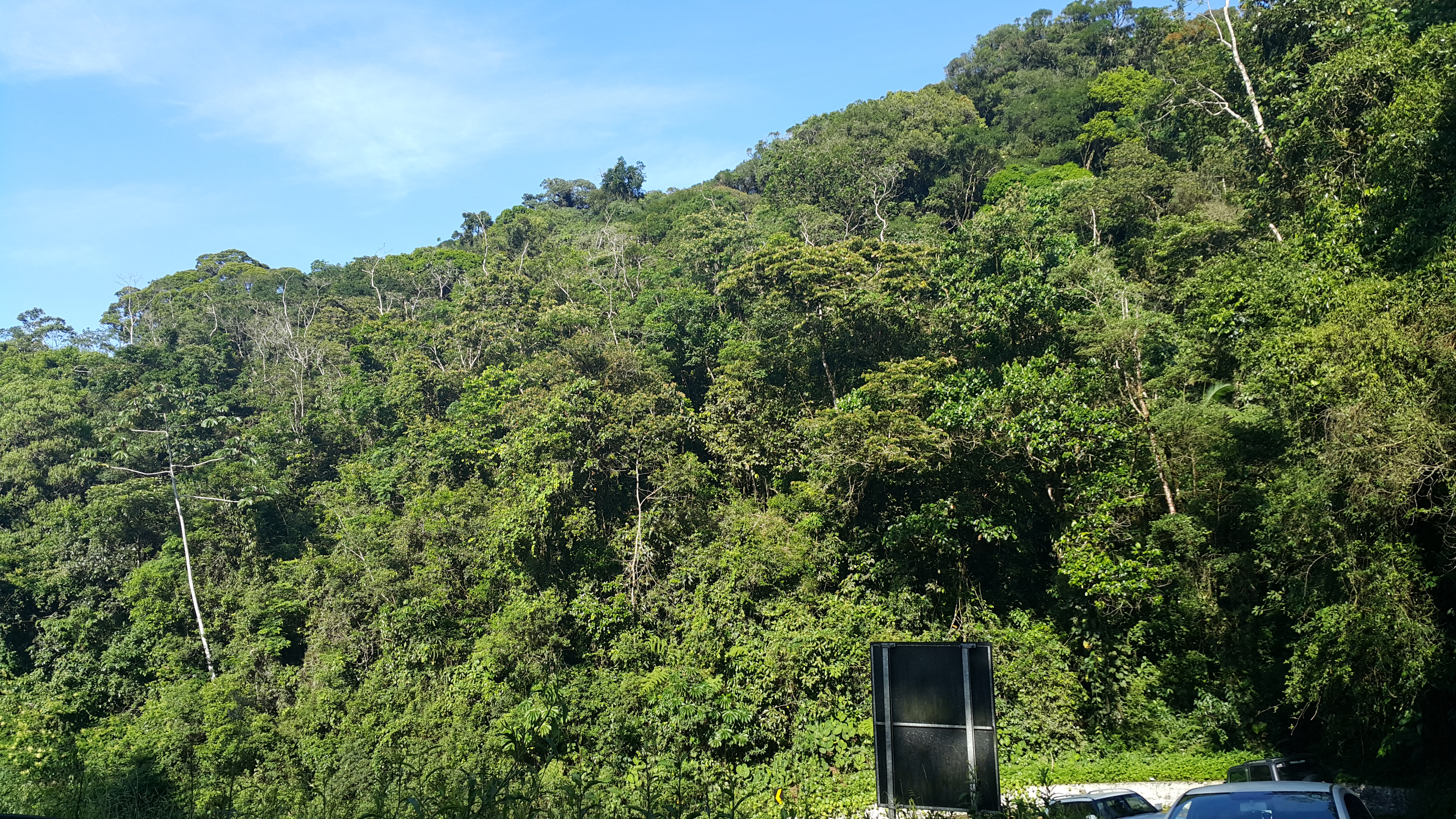
Selva Atlântica junto a la autopista Oswaldo Cruz, en el Parque Estadual da Serra do Mar, cerca de Ubatuba.

En la época del descubrimiento europeo de Brasil (1500), la Serra do Mar sustentaba un ecosistema rico y muy diversificado, compuesto principalmente por una exuberante selva tropical, llamada Mata Atlântica ('Mata Atlântica). Sin embargo, debido a la urbanización y a la deforestación, la mayor parte de la cubierta forestal ha sido destruida y la que queda se encuentra casi exclusivamente en las escarpadas laderas frente al mar.
Una cadena de parques nacionales y parques de los estados, estaciones ecológicas y reservas biológicas protegen actualmente la Mata Atlántica y su patrimonio biológico, pero la lluvia ácida, la contaminación, los cazadores furtivos, los leñadores clandestinos, los incendios forestales y la invasión de zonas urbanas y explotaciones agrícolas siguen causando una destrucción activa, especialmente en las zonas próximas a las ciudades. Varias grandes metrópolis, como Vale do Itajaí, Curitiba, São Paulo y Río de Janeiro, están cerca de la Serra do Mar.
La reforestación y la recuperación de la diversidad biológica son notoriamente difíciles de llevar a cabo en hábitats de selva tropical destruidos.

## Flora

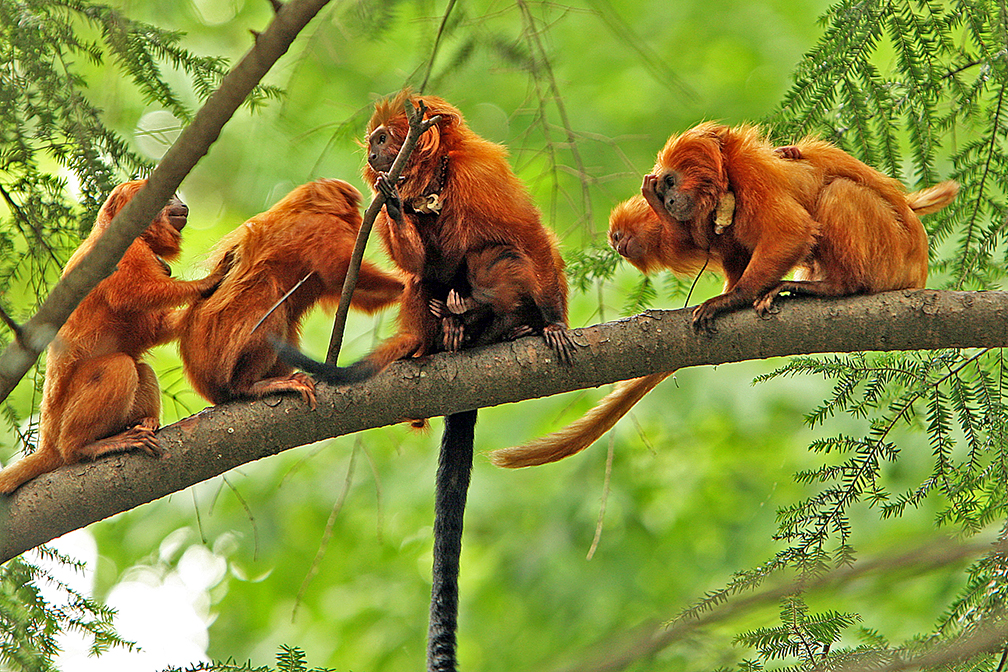
Familia de titís león dorados, endémicos del bosque atlántico.

Uno de los grandes valores de la Sera do Mar son sus bosques, conocidos como Mata Atlântica (bosque atlántico). El espacio natural del bosque atlántico forma un cinturón de unos 100 kilómetros de ancho (del litoral hacia el interior), principalmente en las regiones sur y sudeste de Brasil, donde el clima es subtropical húmedo, sin una estación seca y la pluviometría está dentro de un rango de entre 1400 y 4000 mm anuales. El suelo está compuesto preeminentemente por latosoles, litosoles y podsuelos.
Los bosques van desde las llanuras costeras situadas a 20 m de altitud hasta las sierras altas, de entre 1.200 y 1.500 metros de media, creando un notable gradiente vegetacional, de arbustos a bosques montañosos bien desarrollados de tipo húmedo atlántico y con árboles emergentes de más de 30 metros de altura. La vegetación es rica en leguminosas, sapotáceas y diversas especies de lauracias, además de bromeliáceas, mirtáceas y melastomatáceas.

## Fauna

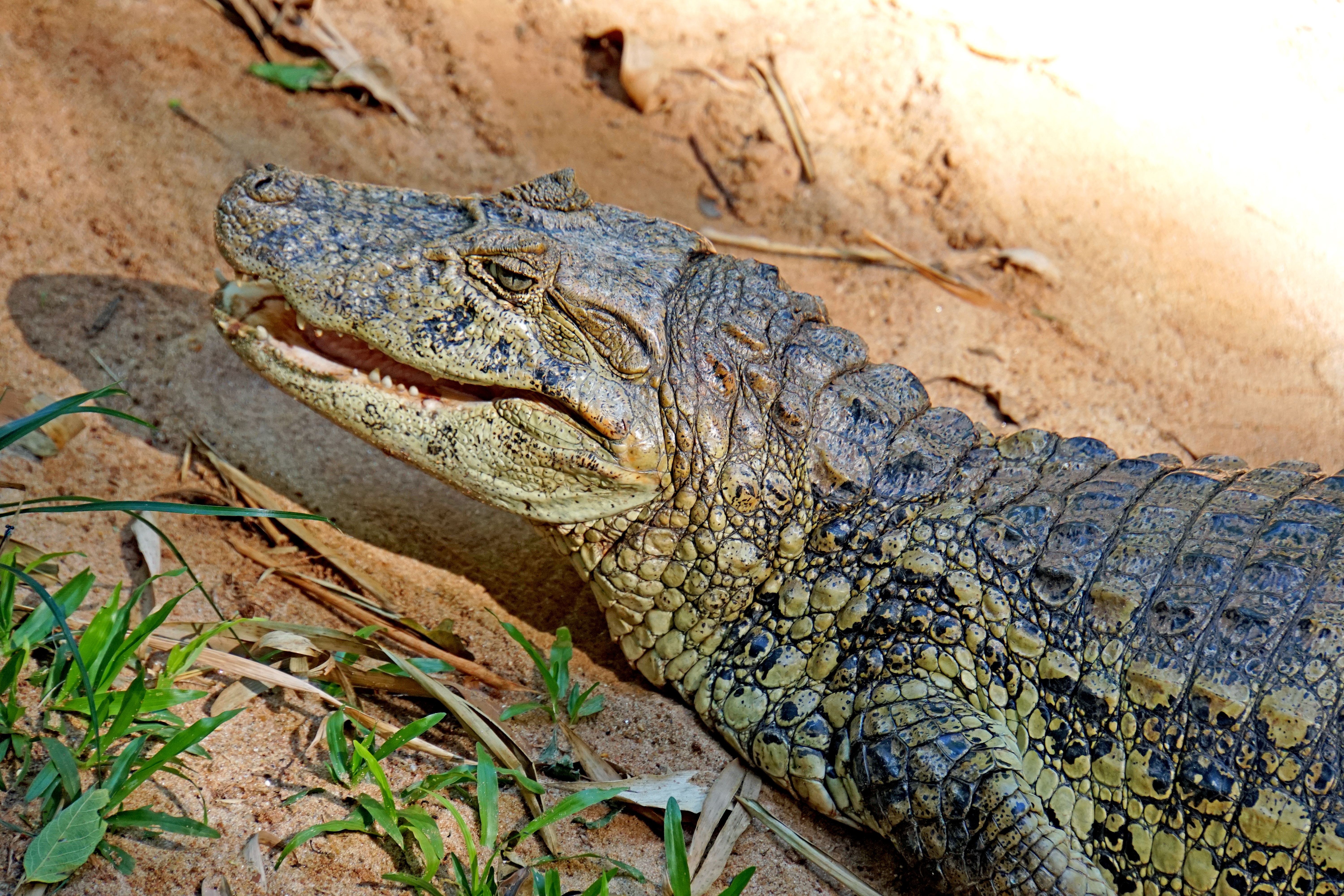
Caimán de hocico ancho, oriundo de los terrenos pantanosos del litoral sur-brasileño.

La Serra do Mar incluye una larga lista de especies endémicas: cientos de invertebrados, aves (Nemosia rourei, Dysithamnus plumbeus, Hemitriccus kaempferi, Lipaugus conditus, Myrmotherula fluminensis, calipturas (Calyptura cristata), bataranes barbablancos (Biatas nigropectus), loros de vientre azul (Triclaria malachitacea), anfibios Brachycephalus, Scinax jureia, reptiles (Enyalius iheringii, Liolaemus lutzae, Hydromedusa maximiliani) y mamíferos (marmosa brasileña (Marmosops paulensis), tití león dorado (Leontopithecus rosalia), mono araña lanoso meridional (Brachyteles arachnoides), algunas de ellas en riesgo de extinción.

## Protección

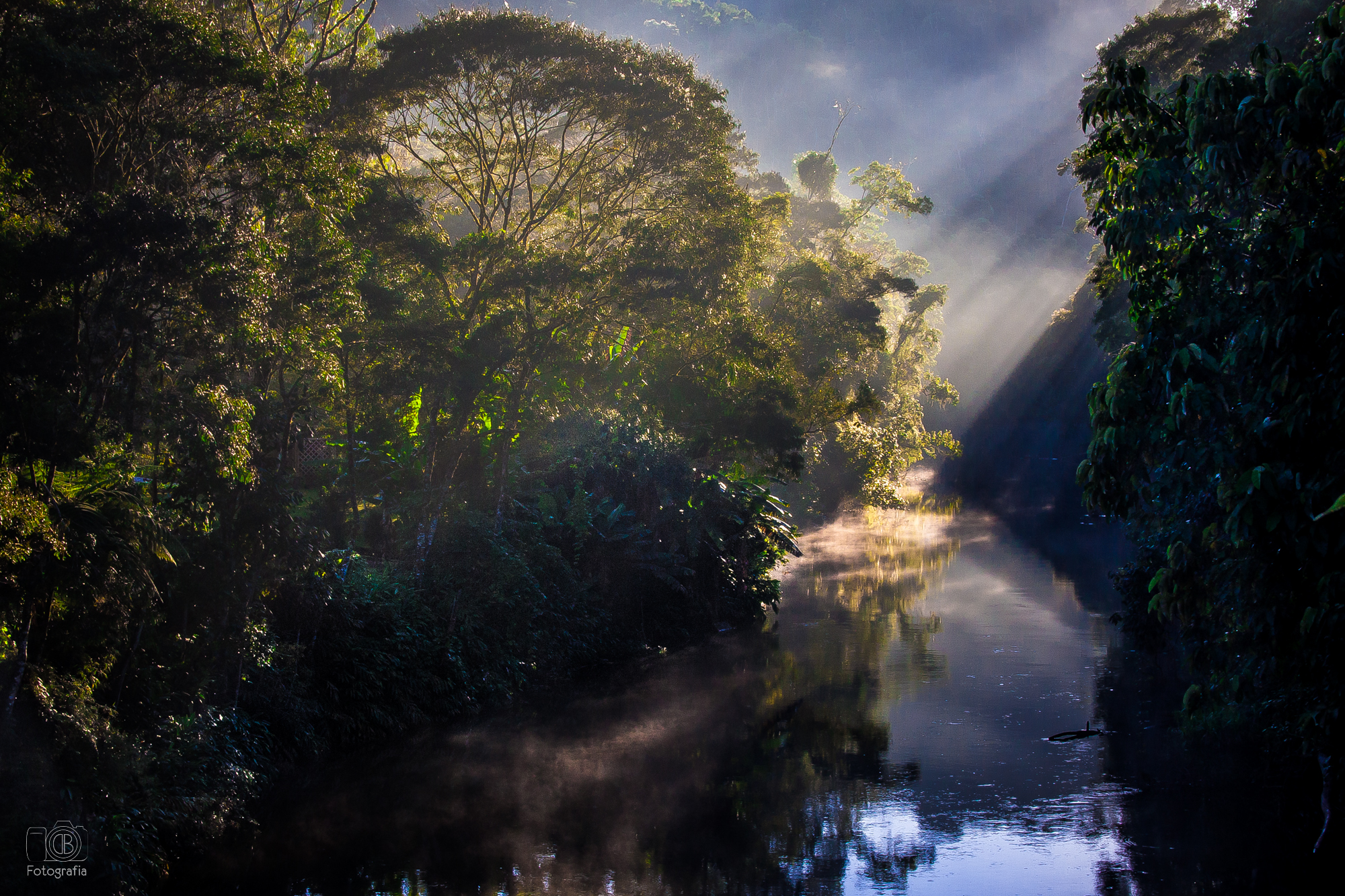
Amanecer en el Parque Serra do Mar.

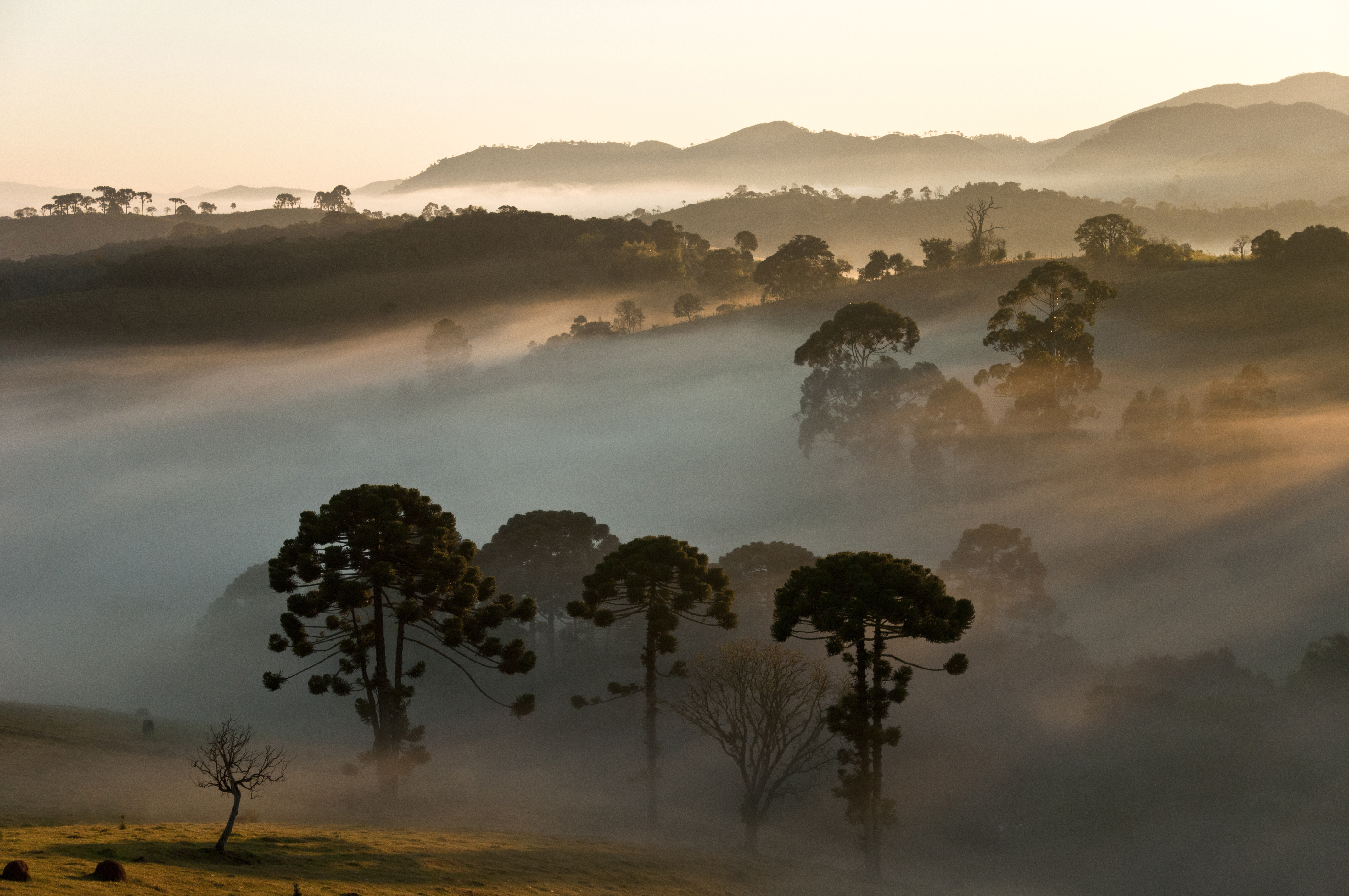
Araucarias en el Parque Nacional de Serra da Bocaina.

La ecorregión de la Serra do Mar ocupa una extensión superior a la de la propia cordillera, ya que llega a los estados de Espírito Santo al norte y de Rio Grande do Sul, al sur, que comparte el ecosistema de la mata atlântica.
Se están llevando a cabo diferentes proyectos de protección de la biodiversidad, entre ellas las creaciones de diversos parques naturales, como el Parque Estatal Serra do Mar en São Paulo, creado en 1985, con 332.000 ha protegidas o el Parque Nacional de la Sierra de Bocaína, inaugurado en 1971 y de 104.000 ha.